# Kenrickodes probata
Kenrickodes probata là một loài bướm đêm trong họ Noctuidae.